# بلال باری
بلال باری (انگلیسی: Bilal Bari؛ زادهٔ ۱۹ ژانویهٔ ۱۹۹۸) بازیکن فوتبال اهل فرانسه است.
از باشگاه‌هایی که در آن بازی کرده‌است می‌توان به باشگاه فوتبال لانس، باشگاه فوتبال برکان، و باشگاه فوتبال لفسکی صوفیه اشاره کرد.
وی همچنین در تیم‌های ملی فوتبال زیر ۲۰ سال مراکش و زیر ۲۳ سال مراکش بازی کرده‌است.